# Chaocipher
El Chaocipher es una máquina de cifrado inventada por John F. Byrne en 1918 la cual está descrita en su libro autobiográfico Silent Years (Años silenciosos). Byrne creía que el sistema implementado en el chaocipher era simple e inviolable. Byrne sostenía que la máquina que él usaba para encriptar sus mensajes cabría dentro de una caja de cigarros. Byrne ofreció una recompensa a cualquiera que lograra descifrar su sistema.
En mayo de 2010 la familia Byrne donó todos los documentos y artefactos relacionados con el Chaocipher al Museo Nacional de Criptología en Ft. Meade, Maryland, Estados Unidos. Esto llevó a que se descubriera el algoritmo del sistema Chaocipher.

## Descripción del sistema Chaocipher
El sistema Chaocipher consiste en dos alfabetos, con un alfabeto «derecho» usado para localizar el texto escrito mientras que el otro alfabeto, «izquierdo», es usado para la lectura de las letras del correspondiente texto cifrado. El algoritmo subyacente está relacionado con el concepto de la sustitución dinámica, mediante el cual los dos alfabetos son ligeramente modificados después de que cada letra de texto que va ingresando es cifrada. Esto lleva a la generación de unos alfabetos no lineales y altamente difusos a medida que el cifrado va progresando.
El descifrado es idéntico al encifrado, con las letras del texto cifrado siendo localizadas en el alfabeto izquierdo mientras que las letras del texto correspondiente son leídas desde el alfabeto derecho.
Una descripción detallada del algoritmo que utiliza el Chaocipher está disponible, así también como debates sobre el cifrado de texto y la solución al desafío de Byrne.

## Puntos de interés
Henry E. Langen, editor de la revista "The Cryptogram" (El Criptograma) durante la época en la que apareció este sistema, dijo en una declaración: 
"El (Byrne) explicó que la máquina está construida de modo parecido al mecanismo de las máquinas de escribir con dos discos giratorios y con los alfabetos dispuestos a lo largo de la periferia en un completo desorden...con solo dos discos utilizados, estoy un poco confundido en cuanto a cómo esto puede dar lugar a que se genere un completo caos en los mensajes de texto".

Hasta el año 2010 solo tres personas sabían como funcionaba el Sistema Chaocipher, entre ellos estaban John el hijo de Byrne, y dos de los editores de la revista "Criptologia" a quienes John confió el método en 1990.